# Donnemarie-Dontilly
Donnemarie-Dontilly ist eine französische Gemeinde mit 2.726 Einwohnern (Stand: 1. Januar 2022) im Département Seine-et-Marne in der Region Île-de-France. Sie gehört zum Arrondissement Provins des Kantons Provins.
Die Einwohner werden Donnemaritains genannt.

## Geographie

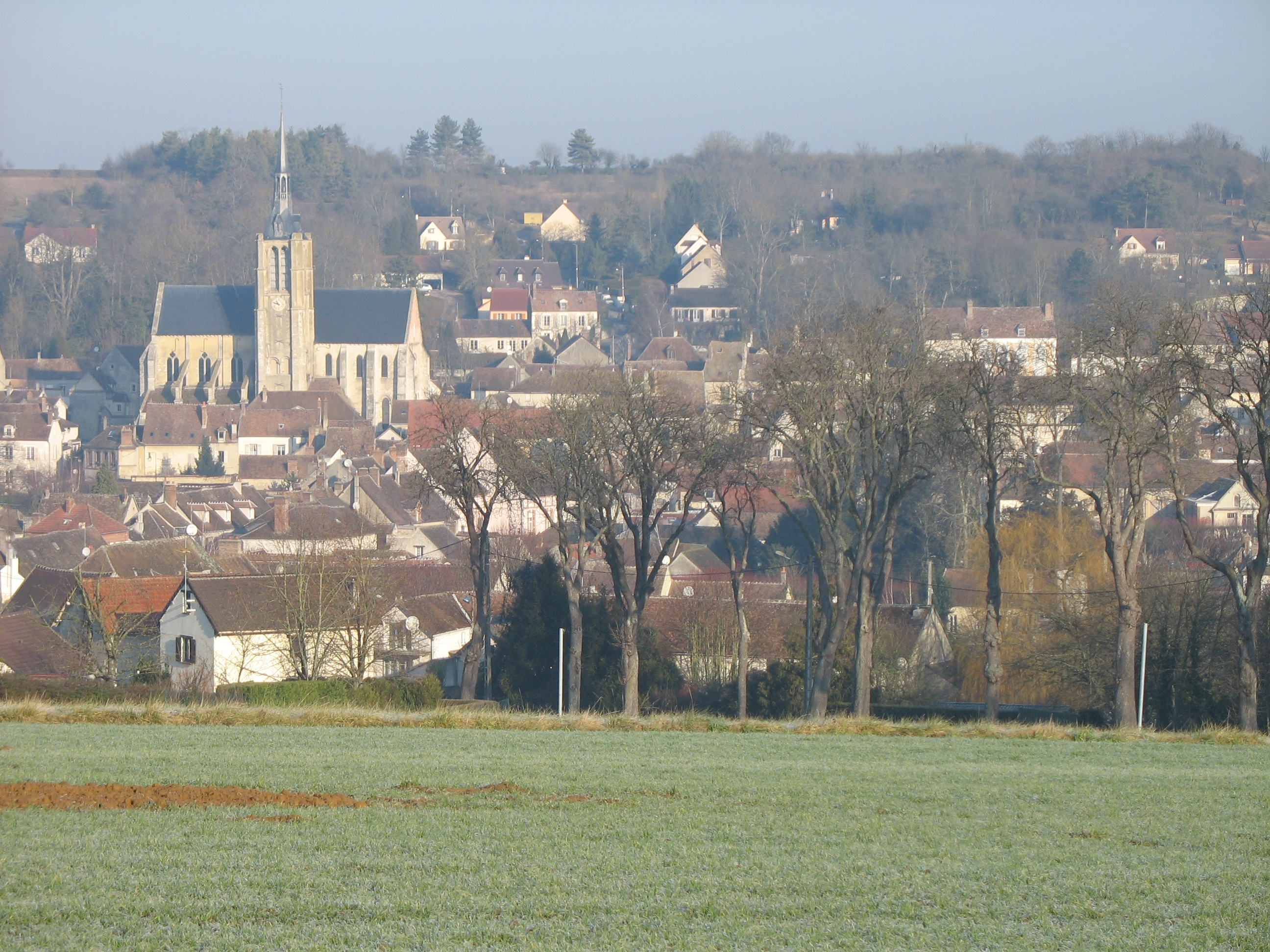
Blick auf den Ort

Donnemarie-Dontilly liegt am Fluss Auxence. Durch die Gemeinde führt die frühere Route nationale 375.

### Nachbargemeinden
Umgeben ist Donnemarie-Dontilly von den Gemeinden Meigneux im Norden und Nordwesten, Mons-en-Montois im Norden und Nordosten, Sigy im Osten, Vimpelles im Südosten, Égligny im Süden sowie Gurcy-le-Châtel im Westen.

## Geschichte
Im Jahr 1967 wurden die vormals eigenständigen Kommunen Donnemarie und Dontilly zu der heutigen Gemeinde vereinigt.

### Bevölkerungsentwicklung
| 1962 | 1968 | 1975 | 1982 | 1990 | 1999 | 2006 | 2012 |
| ---- | ---- | ---- | ---- | ---- | ---- | ---- | ---- |
| 963  | 1668 | 1809 | 1845 | 2295 | 2628 | 2744 | 2876 |

## Sehenswürdigkeiten
- Kirche Notre-Dame-de-la-Nativité aus dem 12./13. Jahrhundert, seit 1846 Monument historique
- Kirche Saint-Pierre in Dontilly aus dem 11./12. Jahrhundert, restauriert Ende des 15. Jahrhunderts, Monument historique
- Rathaus
- Waschhaus, erbaut im 19. Jahrhundert

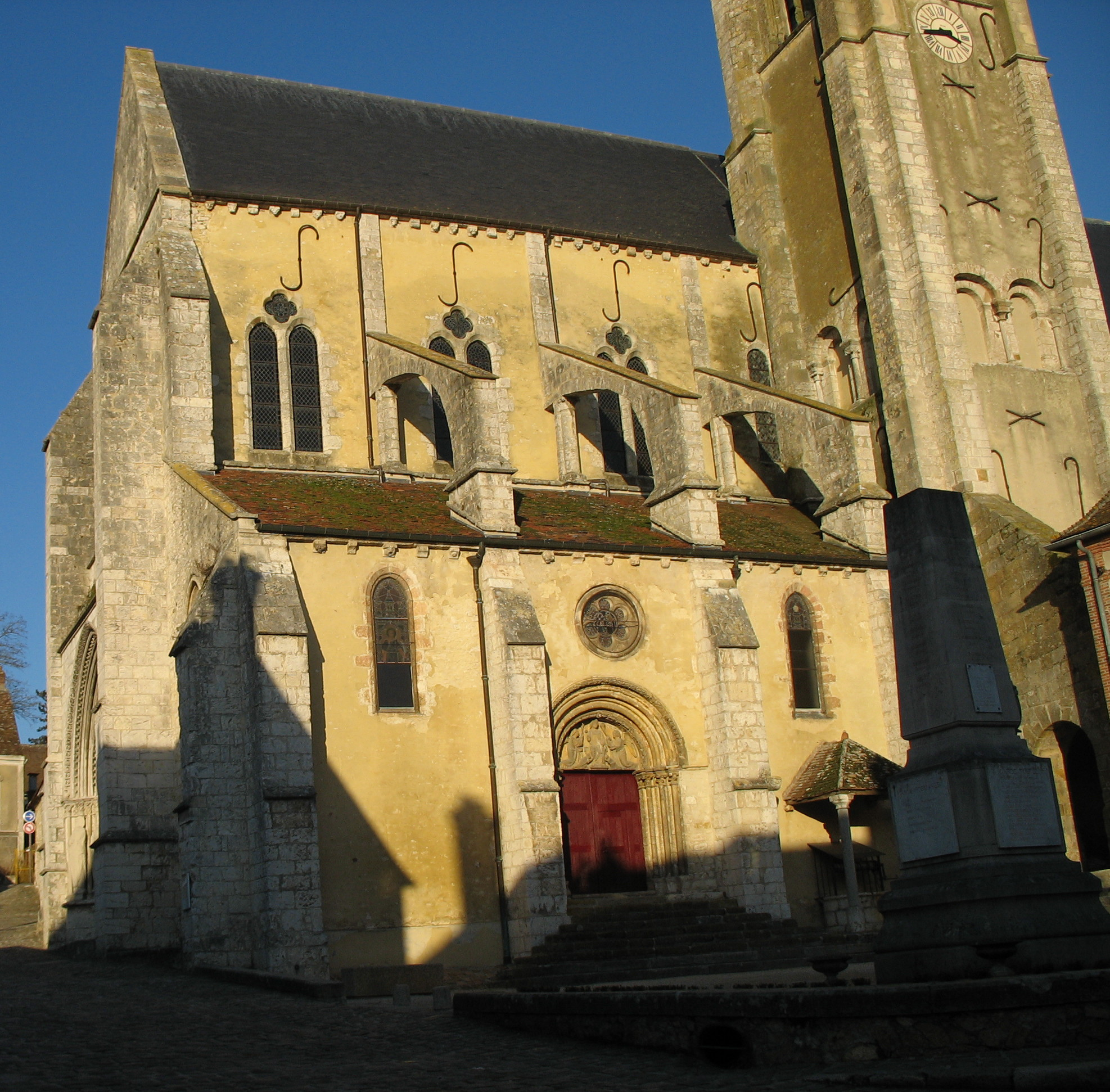
Notre-Dame-de-la-Nativité
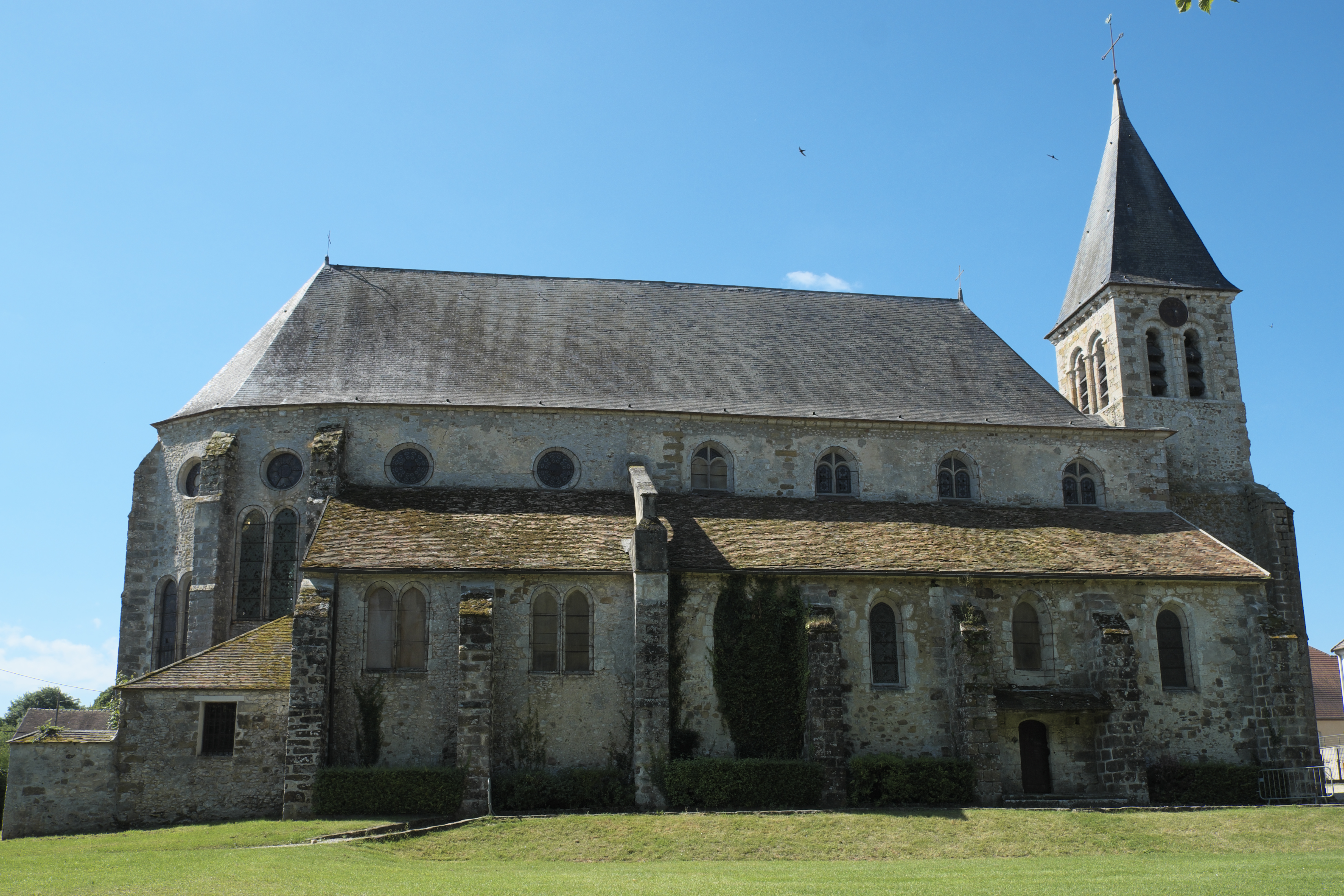
St-Pierre
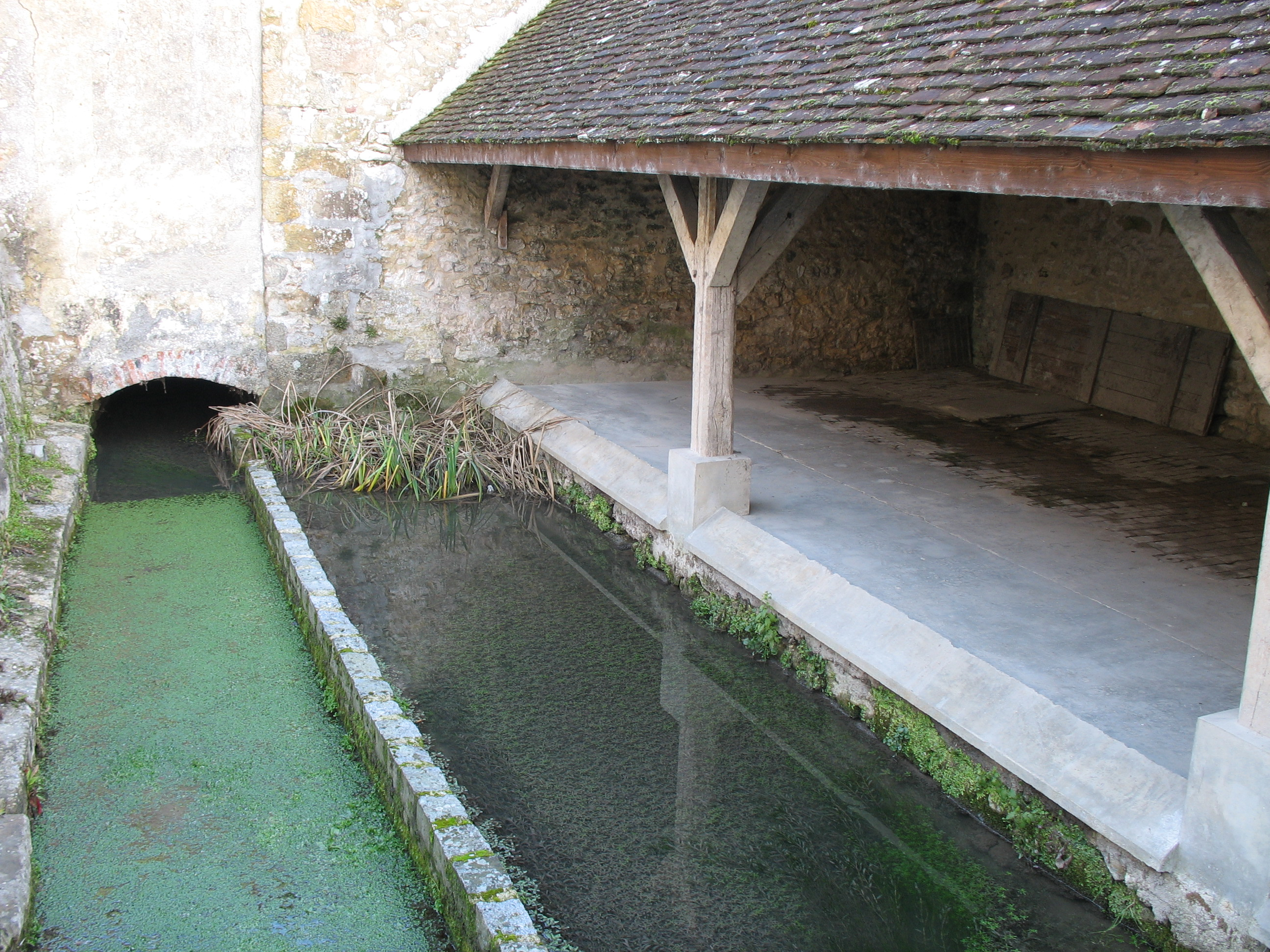
Waschhaus

## Persönlichkeiten
- Gérard Presgurvic (* 1953), Komponist